# Joga, Sandur
Joga là một làng thuộc tehsil Sandur, huyện Bellary, bang Karnataka, Ấn Độ.